# ウー (ウルトラ怪獣)
ウーは、円谷プロダクションの特撮テレビドラマ『ウルトラマン』などに登場する架空の怪獣。別名は伝説怪獣。

## 『ウルトラマン』に登場するウー
『ウルトラマン』第30話「まぼろしの雪山」に登場。
全身が白く長い毛で覆われた雪男のような怪獣。飯田山の麓の村に住む、孤児のゆき（雪ん子）が村人から迫害を受け、助けを呼ぶと、彼女を救うべく現れる。ゆきの危機を救うためにのみ現れることから、行き倒れになったゆきの母の魂の化身ではないかとされている。また、当地では伝承で知られる存在であった模様である。
必ず吹雪と共に現れるうえ、怪獣出現の事実が観光客を遠ざけたことから、スキー場による観光収入で経済を成り立たせている当地にとっては死活問題であり、ついに科学特捜隊の攻撃を受けることとなる。
村の子供たちが掘った落とし穴をそのままにしていたため、酔った猟師が落ちて凍死した事故がゆきの仕業と決めつけられてしまい、村人に追われたのに激怒してスキー場のリフトやロッジを破壊する。ウルトラマンとの戦いでは、のしかかって首を絞め上げて苦しめるが、ウルトラマンがスペシウム光線の構えに入ろうとした直前にゆきが力尽きたため、彼女のウーを呼ぶ声と共に飯田山から姿を消す。
- スーツアクター：鈴木邦夫[出典 7]
- デザインは成田亨で、仙人をイメージしている[10][16]。当初は顔が小さいデザインであったが、仙人そのままのイメージとなってしまうため、平面的な顔に変更された[16]。雪原のセットも白いため、全身が白いだけでなく顔の色を変えている[16]。
- 着ぐるみ造形はエキスプロによる[10][15]。毛は石膏の補強に使われるマニラアサを用いており、ロープなどを扱っていた東宝撮影所前の自転車店で用意された[15]。
- ネーミングの由来は、沖縄方言で糸芭蕉の繊維を指す「ヲゥー（発音上の表記）」[10]、もしくは『ウルトラマン』の製作前に企画された作品『WOO』からと記述されている[17]。
- 作中で扱われている「差別と迫害」というテーマは、沖縄出身の金城哲夫から見た沖縄と本土との関係が指摘されている[18]。また、ウルトラマンのスーツアクターを務めた古谷敏によれば、第20話「恐怖のルート87」のヒドラと本話のウーは、彼から金城への「人間の身勝手さで暴れてしまった怪獣、人間や地球に危害を加えるつもりのない怪獣は倒さずに、元いる場所に帰してあげましょうよ」との願いが聞き入れられて作られたという[19]。
- 本編班が着ぐるみをロケ先のスキー場に運んで人を入れて撮影した写真が存在する[20]。
- 書籍『ウルトラマン白書』では、風速2,000メートルの突風を吹く能力と大雪を降らせる能力を持つとしている[5]。
- 書籍『ウルトラ怪獣列伝』では、シリーズ初の妖怪型怪獣と分析している[9]。

## 『ウルトラファイト』に登場するウー
『ウルトラファイト』第26話「大峡谷の決闘！」で初登場。
「喧嘩屋ウー」の異名を取るほど好戦的な性質であり、いきなり攻撃を仕掛けたりするが、時には髪に花を飾る愛らしさを見せ、またある時はひたすらリンゴを貪るキーラーの姿を目の当たりにして言い知れぬ悲しみを覚え、自らも泣きながらリンゴを齧る。体毛は黄色がかっており、『ウルトラファイト番外地』では「3年間、便所掃除に使ったモップと同じ色」と形容されている。
キーラーとは何かと縁があるようで、互いに雪山でゴーゴーダンスを嗜むこともあれば、盲目の両者が土手の通行で揉める一幕もある。「歯車くずし」という回転チョップの必殺技を持ち、登場怪獣の中でも勝率は高い。
- 撮影が進むうちに土ぼこりを大量に吸い込み、動くたびに身体から白煙を吹くこともあった[注釈 1]。
- 着ぐるみは『ウルトラマン』の撮影用を流用[22]。

## 『ウルトラマンA』に登場するウー
『ウルトラマンA』第42話「冬の怪奇シリーズ 神秘！ 怪獣ウーの復活」に登場。『ウルトラマン』の登場個体とは無関係であるが、そちらと区別するために「2代目」と呼称されている。
初代と違って魂がウー化する過程が描かれているうえ、男性の化身ゆえに初代より筋肉質な姿をしており、不死身の身体を持つ。
娘・小雪をアイスロンから逃がそうとして殺害された男性・良平の魂が、小雪を守るためにウーと化してアイスロンと戦うが、大したダメージを与えられないまま一方的に投げ飛ばされたうえに崖下へ蹴り落とされ、雪崩に埋もれて行動不能となる。ウルトラマンAによってアイスロンが倒された後は小雪の無事を見届け、雪山の奥へ消える。
- 『ウルトラマン大辞典』では、白毛の剣・冷気光線・念力を能力として記述している[7]。
- 内山まもるの漫画版では、「白い伝説」（てんとう虫コミックス『ザ・ウルトラマン』第2巻に収録[31]）に登場。アイスロンではなくファイヤーモンスが現れて良平を殺害し、雪の中から小雪を思う良平の魂がウーとなる。ファイヤーモンスやその加勢に現れたスノーゴンと戦ったウーは、Aによってファイヤーモンスやスノーゴンが倒された後、小雪の無事を見届けると涙を流しながら雪山へ消える。それ以降、毎年の冬に雪山を訪れて童謡を歌う小雪の前に、幻影となって現れる。

## 『ウルトラスーパーファイト』に登場するウー
『ウルトラスーパーファイト』第15話「怪獣の師弟愛」に登場。
ペガッサ星人の子分として登場し、ウルトラマンタロウに挑む。

## 『チビラくん』に登場するウー
『チビラくん』第74話に、チビラくんの住むカイジュウ町の住人としてバルタン星人、エレキング、イカルス星人と共に登場。

## 『レッドマン』に登場するウー
『レッドマン』第19話、第20話、第21話、第22話、第24話、第64話、第72話、第76話に登場。第19話でカネゴン、第20話、第21話でゴモラ、第22話でメフィラス星人、第76話でガラモンと組んでレッドマンに挑むが、敗れる。第24話と第64話と第72話では単独で戦うが、やはり敗れる。

## 過去の映像を流用しての登場
『ウルトラマン80』
第46話「恐れていたレッドキングの復活宣言」で、子供たちが魔法使いマアジンに「怪獣の玩具を出してほしい」と願った際、レッドキングやエレキングと共に回想シーンで登場する。
『甦れ!ウルトラマン』
ゼットン星人が暴れさせる怪獣軍団の1体として登場。雪山を襲撃し、分身したウルトラマンと戦うが、映像ではウルトラマンにのしかかった場面で終わり、決着は描かれていない。

## その他の作品に登場するウー
- 『ウルトラセブン』の未発表シナリオ「宇宙人15＋怪獣35」では、冒頭でセブンを襲って倒されるシナリオが予定されていた。『フィギュア王』に掲載された一峰大二の漫画「ゴードの巻」でも、バルタン星人たちによって蘇生された宇宙連合軍の怪獣軍団の1体として冒頭でセブンを襲う。
- 『ザ☆ウルトラマン』第18話では、怪獣に詳しい野島ユリ子の所有する怪獣の写真として、ウー、テロチルス、キングマイマイ、ステゴン、レオゴン、カメレキングなどが登場する。
- 『ウルトラゾーン』第2話のミニコーナー「怪獣ことわざ」では、「かんにん袋のウーが切れる」ということわざが紹介されている[32]。第22話のミニコーナー「怪獣English」では、ウーの自己紹介が例文として挙げられている[3]。第12話のアイキャッチでは、編み物をする姿が描かれている[33]。
- 『大怪獣バトル』のEX第6弾に技カードとして登場。スキルは「まぼろしの吹雪」、効果は「ずっと、攻撃を受けた次のラウンドは、すごい冷気になる」。
- 映画作品
  - 『ウルトラマン・ウルトラセブン モーレツ大怪獣戦』では、ブースカとチャメゴンの前にバルタン星人やプロテ星人などと共に登場する。
  - 『大怪獣バトル ウルトラ銀河伝説 THE MOVIE』では、初代ウーが百体怪獣ベリュドラの身体を構成する怪獣の1体として登場する[34]。
- 漫画作品
  - 『ウルトラマンSTORY 0』第13話では、バルタン星人の実験道具として登場。
  - 『酩酊! 怪獣酒場』では、怪獣酒場の客として登場。雪ん子の母代わりをしているが、人間に嫌われているために苦労させていることを気に病んでいる。

## 補足
- 『ウルトラマン』の製作前に『WOO』という、地球人に協力する不定形宇宙生物の活躍を描く特撮テレビシリーズ企画が存在したが諸事情で中止となり、発注した高価な機材を活用するため、『ウルトラQ』を制作した。また、「人間に味方する友好的宇宙人の活躍」というアイデアは、『ウルトラマン』へ流用されている。
- テレビドラマ『コメットさん』第36話「雪のおばけが出たぞ」では、雪男としてウーの着ぐるみが使用されている[35]。
- 昭和56年、西武園遊園地で行われた野外ステージにて、火薬用の導火線の火花が引火してウーの着ぐるみごと大学生が重度の火傷を負う事件が起こっている。泉麻人は著書にて「全身、ヒヒのような白い長い毛に覆われている。どうもそのスタイリングが災いしたらしい」と記している[36]。
- ハヤタ役を演じた黒部進は、『ウルトラマン』で一番印象に残っている怪獣にピグモンやゼットンと共にウーの名前を挙げている[37]。